# Suicidal Final Art
Suicidal Final Art är ett samlingsalbum med melodisk death metal-bandet At the Gates, släppt 26 juni 2001. Titeln är tagen från en textrad i titelspåret på bandets studioalbum från 1995, Slaughter of the Soul. Bandet hade valt att sluta spela efter sitt fjärde, stilbildande, studioalbumet Slaughter of the Soul. 18 oktober 2007 meddelade bandet att det skulle göra en kombinerad avskedsturné under kommande år. Turnén genomfördes med spelningar i stora delar av världen, tillsammans med bland andra Opeth, Meshuggah, Municipal Waste, Darkest Hour, Hatebreed och Killswitch Engage. 2001 släppte Peaceville Records samlingsalbumet Suicidal Final Art, och även återutgåvor av de tidigare studioalbumen. På återutgåvan av The Red in the Sky Is Ours ingår även demolåten ”Ever-Opening Flower”, som först släpptes på Suicidal Final Art. Trots de stora framgångarna med Slaughter of the Soul är endast två av de femton spåren på samlingsalbumet tagna från detta album. Detta skulle kunna motiveras med att Slaughter of the Soul är så starkt som helhet.

## Låtlista
|    | Spår                                 | Längd | Från album                            |
| -- | ------------------------------------ | ----- | ------------------------------------- |
| 1  | ”The Red in the Sky Is Ours”         | 3:06  | The Red in the Sky Is Ours            |
| 2  | ”Kingdom Gone”                       | 4:41  | The Red in the Sky Is Ours            |
| 3  | ”Windows”                            | 3:55  | The Red in the Sky Is Ours            |
| 4  | ”Ever-Opening Flower” (demo version) | 5:32  | demo, tidigare ej släppt              |
| 5  | ”The Architects” (demo version)      | 3:30  | demo, tidigare ej släppt              |
| 6  | ”Raped by the Light of Christ”       | 2:55  | With Fear I Kiss the Burning Darkness |
| 7  | ”Primal Breath”                      | 7:17  | With Fear I Kiss the Burning Darkness |
| 8  | ”Blood of the Sunsets”               | 4:27  | With Fear I Kiss the Burning Darkness |
| 9  | ”The Burning Darkness”               | 2:11  | With Fear I Kiss the Burning Darkness |
| 10 | ”The Swarm”                          | 3:27  | Terminal Spirit Disease               |
| 11 | ”Terminal Spirit Disease”            | 3:40  | Terminal Spirit Disease               |
| 12 | ”Forever Blind”                      | 3:59  | Terminal Spirit Disease               |
| 13 | ”The Beautiful Wound”                | 3:52  | Terminal Spirit Disease               |
| 14 | ”Blinded By Fear”                    | 3:11  | Slaughter of the Soul                 |
| 15 | ”Slaughter of the Soul”              | 3:03  | Slaughter of the Soul                 |

Utöver dessa spår medföljde två videor som bonus:
|    | Spår                      | Längd | Från album                            |
| -- | ------------------------- | ----- | ------------------------------------- |
| 16 | ”Terminal Spirit Disease” | 3:40  | Terminal Spirit Disease               |
| 17 | ”The Burning Darkness”    | 2:11  | With Fear I Kiss the Burning Darkness |

## Medverkande
- Tomas ”Tompa” Lindberg – sång (alla spår)
- Anders Björler – gitarr (alla spår)
- Jonas Björler – bas (alla spår)
- Adrian Erlandsson – trummor (alla spår)
- Alf Svensson gitarr (spår 1 – 9)
- Martin Larsson – gitarr (spår 10 – 15)